# Gai Helvi Cinna
Gai Helvi Cinna (en llatí: Gaius Helvius Cinna) va ser un poeta romà de gran renom, contemporani i amic de Catul. No es coneix l'any del seu naixement, però la data de la seva mort sí que ens és coneguda per la descripció que en fan Suetoni, Apià i Cassi Dió.
Tots diuen que era tribú de la plebs el dia de l'enterrament de Cèsar. Després que les masses haguessin atacat les cases de Brut i Cassi d'on van ser expulsades, es van trobar amb Gai Helvi Cinna i atesa la similitud del seu nom amb el del pretor Luci Corneli Cinna, que el dia anterior havia tingut una violenta discussió amb el dictador, el van matar, li van tallar el cap i el van penjar a la punta d'una llança. La identitat entre el poeta i el tribú presenta alguns dubtes i no està admesa per tothom.
Plutarc, que també explica els fets, parla d'ell com a poeta (diu que és ποιητικὸς ἀνήρ, un home impregnat de poesia). L'obra més important d'Helvi Cinna portava per títol Smyrna, però ningú, ni el seu amic Catul, parla del seu contingut. Alguns creuen que descrivia la història d'Esmirna, l'amazona fundadora de la ciutat d'Esmirna. Altres diuen que parlava de la llegenda de Mirra i Adonis. Pels pocs fragments conservats, que no permeten conèixer el tema, es dedueix que no era un drama. Se sap que va dedicar nou anys a escriure aquesta obra. També se cita com a obra seva un Propempticon Pollionis, que se suposa un panegíric a Gai Asini Pol·lió, que va fundar la primera biblioteca pública existent a Roma. Ovidi parla d'uns Epigrammata i uns Poemata de Cinna.